# Земля без хлеба
«Лас-Урдес. Земля без хлеба» (исп.  Las Hurdes, tierra sin pan) — документальный фильм испанского режиссёра Луиса Бунюэля, снятый в 1933 году. В фильме Бунюэль представил радикальную картину упадка области Лас-Урдес (провинция Эстремадура на юго-западе страны).

## Сюжет
Фильм начинается с краткого комментария, сообщающего, что Лас-Урдес — это земля, где люди ведут постоянную борьбу за существование, а первая дорога, связывающая регион с внешним миром, появилась в 1922 году. Затем следует краткий рассказ о городке Ла-Альберка, не входящем в Лас-Урдес. В фильме показано традиционное состязание Ла-Альберки, в ходе которого юноши должны на полном скаку оторвать голову подвешенному за ноги петуху.
После этого повествование переходит непосредственно к Лас-Урдес. Представление Лас-Урдес Бунюэль начинает с рассказа о долине Лас-Батуэкас и развалинах монастыря. Затем он меняет тон и, начиная с этого момента, под аккомпанемент Четвёртой симфонии Брамса перед зрителем одна за другой проходят картины нищеты и отчаяния, в которых живут обитатели Лас-Урдес, страдающие от недоедания и болезней. Воду из местной речки пьют одновременно дети и свиньи, и в ней же стирают белье. Многие дети из местной школы — сироты из приюта в соседнем городе, которых берут на воспитание, чтобы получать плату за их содержание. В другой деревне из-за недоедания многие жители страдают зобом (в кадре показана женщина с характерным увеличением на горле). Несколькими сценками Бунюэль проводит параллели между обыденностью смерти людей и животных в Лас-Урдес. В последних сценах фильма Бунюэль показывает трех идиотов (комментарий сообщает, что они нередки в Лас-Урдес из-за нищеты, голода и инцеста), похороны девочки, гроб которой нужно несколько дней нести и сплавлять по реке до ближайшего кладбища, и бедную обстановку домов местных жителей.
Фильм заканчивается двумя перекликающимися фразами. Первую произносит беззубая старуха: «Ничто не помогает жить так, как мысль о смерти». Вторая — это авторский комментарий Бунюэля: «После двух месяцев, проведённых в Лас-Урдес, мы оставили эту область». Комментарий намекает на то, что так же Лас-Урдес бросило и правительство страны.

## История создания
Горная область Лас-Урдес к началу 1930-х годов считалась символом отсталости Испании. Бедность местных крестьян живописала пресса, а в 1927 году работу о регионе опубликовал французский испанист Морис Лежандр. Именно Лежандр вдохновил Бунюэля на создание фильма.
В 1932 году группа сюрреалистов, в которую входил Бунюэль, распалась из-за политических разногласий. Бунюэль, Андре Бретон, Луи Арагон, будущий соавтор сценария «Лас-Урдес» Пьер Уник и некоторые другие сюрреалисты имели левые взгляды и рассматривали сюрреализм как способ преобразования общества. Новым фильмом Бунюэль рассчитывал так же шокировать публику, как ему это удалось сделать «Андалузским псом» и «Золотым веком», и в этом смысле режиссёр тоже считал его сюрреалистическим произведением. Съёмки профинансировали испанские анархисты, которые были заинтересованы в том, чтобы привлечь внимание к бедственному положению эстремадурских крестьян. По словам Бунюэля, деньги на фильм дал его товарищ, деятель культуры и анархо-синдикалист Рамон Асин, выигравший их в лотерею. К левому движению принадлежали также помощник режиссёра Рафаэль Санчес Вентура и оператор Эли Лотар.
Бунюэль впервые показал «Землю без хлеба» в декабре 1933 года на частном мероприятии в мадридском паласио де ла Пренса, лично озвучивая авторский текст. Публика, включавшая многих мадридских интеллектуалов, встретила фильм довольно прохладно. Вскоре фильм запретило правое правительство Второй республики. Запрет был снят после прихода к власти Народного фронта, но последующее начало Гражданской войны и победа Франко сделали выход фильма в Испании невозможным. Уже в 1936 году появились английская и французская звуковые дорожки, но иностранный прокат сопровождался цензурными ограничениями. Впервые полная версия фильма была продемонстрирована в 1965 году.

## Темы и художественные особенности
Режиссёр и критик Адонис Киру заметил, что «Земля без хлеба» построена на повторении одной и той же схемы: автор сообщает зрителю какую-то шокирующую информацию, затем добавляет что-то, зароняющее зерно надежды на лучшее, но потом уничтожает эту надежду. Таким образом у зрителя создается впечатление, что жители Лас-Урдес существуют в постоянной борьбе за лучшую жизнь, но не могут вырваться из порочного круга бедности.
Зигфрид Кракауэр считал, что начиная с этой ленты режиссёр перешёл от «своих сюрреалистических поисков к раскрытию чудовищной сущности самой реальности». По его мнению этот фильм был выпущен в то время когда движение киноавангарда подошло к своему концу: «этот страшный документальный фильм обнажил глубины человеческих бедствий, предвосхитил ближайшее будущее, принесшее людям невыразимые ужасы и страдания».
Бунюэль всю свою жизнь был последовательным критиком религии и церкви, и «Земля без хлеба» не стала исключением. По фильму разбросаны как будто бы случайные намеки на роль религии в истории региона: богато убранная церковь, развалины монастыря кармелитов, надпись над входом в дом. Всё это должно навести зрителя на мысль, что судьбы жителей многие годы были связаны с церковью, которая теперь их бросила.
Несколько сцен в фильме были не документальной хроникой, но постановкой. Так, для сцены с падением козы с крутой скалы коза была застрелена (в кадре виден дым от выстрела). Для того чтобы в ещё одном эпизоде изобразить нападение пчёл на осла, режиссёр использовал больное животное, которое обмазали мёдом. Наконец, показанный в фильме младенец был не мёртвым, а просто спящим. Гвинн Эдвардс считает, что постановочные сцены были добавлены в первую очередь для экономии и наглядности, так как положение крестьян в Лас-Урдес в целом было именно таким, каким оно показано в фильме.

## Влияние
Фильм Бунюэля сделал область Лас-Урдес широко известной не только в Испании, но и в мире и во многом определил её образ. Современные жители Лас-Урдес считают фильм своего рода «чёрной легендой».
В 2018 году состоялась премьера испанского полнометражного анимационного биографического фильма «Бунюэль в лабиринте черепах» (исп. Buñuel en el laberinto de las tortugas), посвящённого работе Бунюэля над фильмом о Лас-Урдес.